# Ficarazzi (Aci Castello)
Ficarazzi is een plaats (frazione) in de Italiaanse gemeente Aci Castello.